# 팔당대교
팔당대교(八堂大橋)는 경기도 하남시 창우동과 남양주시 와부읍 팔당리를 잇는 다리로 총 연장 935m이다. 팔당댐 관리교를 제외한 한강 본류에서 첫번째 다리이며 한강에 18번째로 건설된 다리이다. 국도 제45호선의 일환으로, 남북으로 입체교차로를 각각 보유하고 있다. 그 중 북단교차로 (팔당대교 나들목)는 국도 제6호선과 국도 제45호선이 분기된다.

## 역사
1986년 5월 3일에 유원건설에서 착공하였으며 당시 올림픽대교에 이어 대한민국 두번째의 콘크리트 사장교로 건설해 1991년 10월에 완공될 예정이었다.
그러나 1991년 3월 26일 강풍으로 인해 교량이 붕괴되어 공사가 전면 중단되었다. 조사 결과 건설 공법에 문제가 있어 1991년 10월 12일부터 공법을 바꿔 재공사에 들어갔지만 1992년 5월 5일 중앙탑을 지탱하는 교각에서 심각한 균열이 발견되어 공사가 다시 중단되었다. 결국 1992년 9월 9일 팔당대교의 설계를 일반 거더교로 설계를 변경해 공사에 다시 들어갔다. 그리고 문제가 된 사장교 부분과 주탑을 철거한 뒤 교각 6개를 다시 세워 1995년 4월 25일 오전 10시에 착공 8년 11개월만에 완공되었다.

## 효과
팔당대교의 건설로 서울 동부지역과 수원, 안양, 성남 등의 경기도 남동부 지역이 직접 연결되는 효과가 발생해 서울 청량리와 구리시에서 발생하던 만성 교통체증이 해소되었으며, 경부고속도로와 중부고속도로 등과도 연계할 수 있어 수도권의 교통난 해결에 큰 도움을 줄 것으로 예상했다. 이 때문에 다리가 개통되자마자 하루 평균 4만여대가 통행하기 시작했으며 덕소에서 양평 방면으로 이어지는 국도 제6호선과 하남시 일대 도로가 극심한 교통체증이 발생했다.

## 팔당대교 붕괴사고
1991년 3월 26일 오전에 강풍이 불면서 교량의 196m가 붕괴해 1명이 사망하는 사건이 발생했다.
조사 결과 시공 회사인 유원건설이 풍압을 고려하지 않은 공법으로 공기에 쫓겨 무리하게 시공하고 공사에 안전조치를 전혀 하지 않은 것으로 나타나 건설현장소장을 구속했다. 또한 조달청 조사 결과 직접공사비에도 못미치는 절반 수준의 가격으로 공사를 수주하는 덤핑 수주를 한 것으로 드러났다. 또한 6개월 후 10월에는 당시 건설공법이었던 사인장교(斜引張橋)로 가설하는 바리공법(FSM 공법)이 문제가 있었던 것으로 밝혀졌다.
이 때문에 공법을 자유돌출공법(FCM)으로 바꿔 10월 12일부터 다시 공사에 들어갔다. 그러나 1992년 5월 5일 중앙탑을 지탱하는 교각에서 심각한 균열이 발견되어 공사가 다시 중단되었고, 조사 결과 규정량 이상의 콘크리트를 타설해 시멘트와 골재의 화학반응에 의한 열이 배출되지 못하고 기포가 발생하는 수화 반응이 생긴 것으로 드러나 설계를 일반 철제상자방식으로 건설하는 것으로 공법을 바꿔 1992년 9월 9일부터 재착공에 들어갔다.
한편 시공사인 유원건설은 이 사고로 30억원 정도 손실을 입은 것으로 알려졌으며, 건설부가 부실시공의 책임을 물어 2,250만원의 과징금을 부과했다.